# Mariánský sloup (Uherský Brod)
Mariánský sloup v Uherském Brodě je barokní mariánský sloup (nikoliv však morový) nacházející se na Mariánském náměstí v Uherském Brodě. Sloup je vyroben z pískovce a mušlového vápence, nepolychromovaný. Od roku 1968 je chráněn jako nemovitá kulturní památka.

## Historie
Sloup existoval zřejmě již v roce 1692 (podle chronogramu na rámu podstavce). V roce 1704 byl zachycen na obraze, tehdy se ale ještě nacházel na dolním náměstí (dnes Masarykovo).

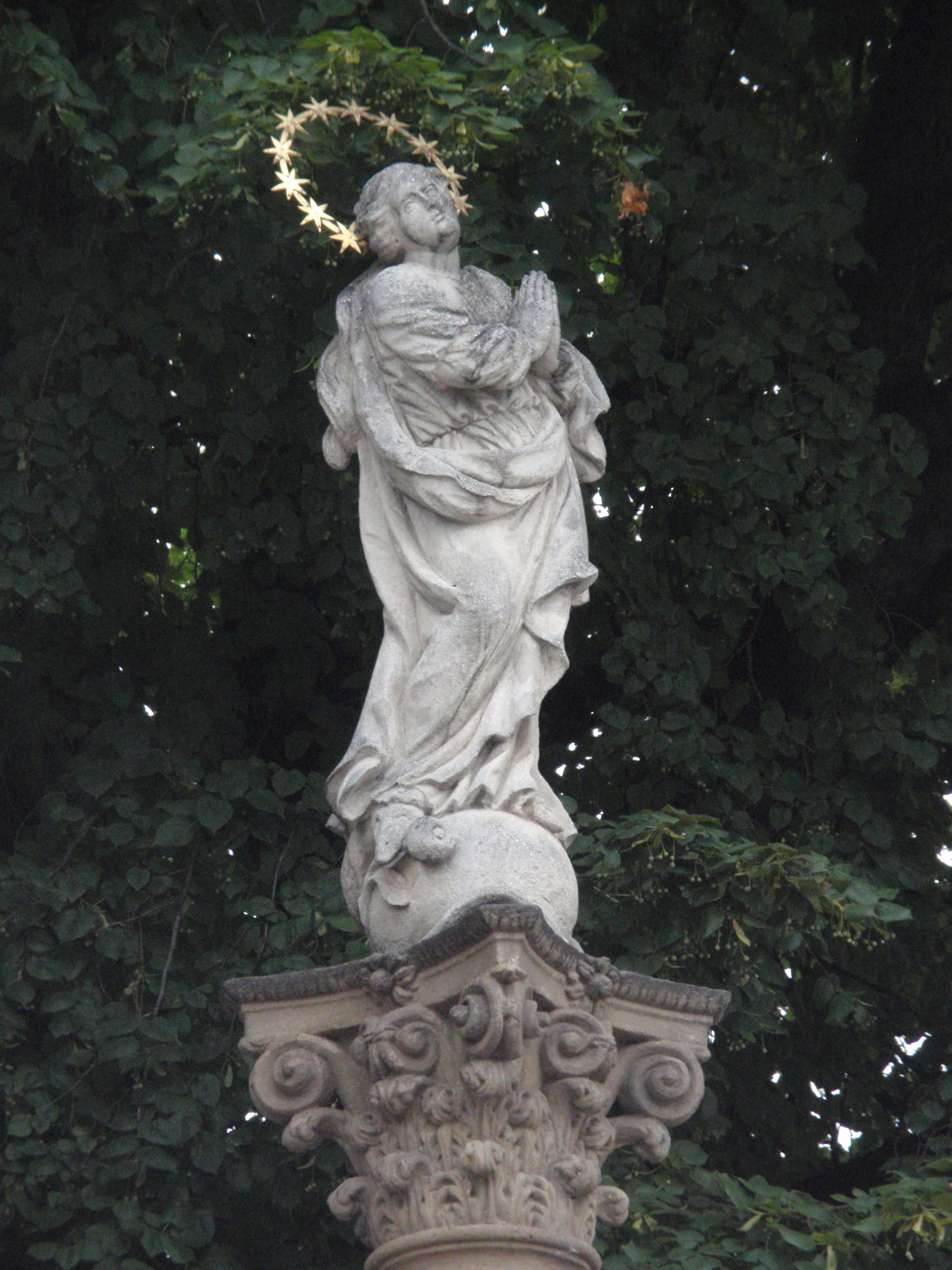
Socha Panny Marie na vrcholu Mariánského sloupu

K obnově a přesunu do středu horního náměstí (Mariánského) došlo v roce 1711. Z této doby pochází i současná socha Panny Marie. Obnovitelem sloupu byl Jan Ondřej Schwarzl z Röttenbergu, který na horním náměstí vlastnil dům. Jeho záměrem byla oslava Panny Marie jako bez poskrvny počaté Bohorodičky, na rozdíl od většiny mariánských sloupů tedy nemá účel děkovný.
V roce 1930 byl sloup přesunut na své současné místo na okraji náměstí, při dnešním domu kultury. Při večerní bouři 27. července 2014 sloup srazila větrem zlomená vzrostlá lípa, škoda byla odhadnuta na milión korun. Náklady na restaurování sloupu akademickým sochařem Tomášem Martinákem, které dosáhly výše 387 274 Kč, byly uhrazeny z prostředků města Uherský Brod, příspěvku Ministerstva kultury České republiky a z výnosu veřejné sbírky realizované prostřednictvím transparentního bankovního účtu. Rekonstruovaný sloup byl navrácen na původní místo a znovu vysvěcen koncem srpna 2015.